# Исалар
Исала́р (азерб. İsalar) — село в Агдамском районе Азербайджана.

## Этимология
Название происходит от рода Исалар, основавшего село.

## История
Первые упоминания села датированы началом XX века.
В 1926 году согласно административно-территориальному делению Азербайджанской ССР село относилось к дайре Каркар Агдамского уезда.
После реформы административного деления и упразднения уездов в 1929 году был образован Афатлинский сельсовет в Агдамском районе Азербайджанской ССР.
Согласно административному делению 1961 и 1977 года село Исалар входило в Афатлинский сельсовет Агдамского района Азербайджанской ССР.
В 1999 году в Азербайджане была проведена административная реформа и был учрежден Афатлинский муниципалитет Агдамского района, куда и вошло село.

## География
Неподалёку от села протекает река Каркарчай. Расположено на Карабахской равнине.
Село находится в 16 км от райцентра Агдам, в 24 км от временного райцентра Кузанлы и в 352 км от Баку. Ближайшая ж/д станция — Агдам.
Высота села над уровнем моря — 252 м.

## Население
| Численность населения |
| 1979                  |
| --------------------- |
| 170                   |

## Климат
В селе холодный семиаридный климат.

## Инфраструктура
С 1 октября 2011 года в село была налажена поставка природного газа.
В селе расположена средняя школа.